# Antonio Caracciolo (calciatore 1990)
Antonio Aldo Caracciolo (Tempio Pausania, 30 giugno 1990) è un calciatore italiano, difensore del Pisa.

## Carriera

### Club

#### Gli inizi: Pavia e Gubbio
Nato a Tempio Pausania, si trasferisce all'età di due anni a Milano, dove cresce nelle giovanili dell'Inter fino al 2007, anno nel quale si trasferisce al Pavia, dove viene aggregato alla Berretti. Nella stagione 2007-2008 debutta tra i professionisti, in Serie C2, venendo impiegato anche nei play-out contro la Caravaggese. Nel 2010, dopo un'esperienza con la Primavera del Bari (cui viene ceduto in prestito durante il mercato di gennaio), viene acquistato dal Genoa, che lo gira immediatamente in prestito al Gubbio, in Lega Pro Prima Divisione.
Con gli umbri debutta l'8 agosto, nella vittoria di Coppa Italia contro la Cavese (2-0 il risultato finale). Fa il suo esordio in campionato il 22 agosto, nella sconfitta per 5-1 contro la Cremonese. Il prestito viene rinnovato anche nella stagione 2011-2012, che gli eugubini giocano in Serie B. Esordisce in seconda serie il 27 agosto 2011, nella sconfitta per 2-0 contro il Grosseto.

#### Brescia
Viene acquistato in comproprietà dal Brescia il 6 luglio 2012, debuttando con le rondinelle il 12 agosto dello stesso anno, nella sconfitta in Coppa Italia con la Cremonese (2-1 il risultato finale). L'esordio in campionato con i lombardi avviene il 25 agosto, nella sconfitta per 1-0 contro il Crotone. Dopo essere stato interamente acquistato dai lombardi alle buste viene ceduto in prestito alla Cremonese il 9 luglio 2013. L'11 maggio 2014 segna il rigore decisivo che porterà la Cremonese a disputare i playoff contro il Südtirol.
Il 1º luglio ritorna al Brescia per fine prestito dove viene messo fuori rosa. Successivamente rientra nei piani della squadra e viene re-integrato, giocando titolare il 4 ottobre contro il Varese, nel match finito 1-1. Nella stagione 2015-2016, divenuto perno fondamentale dell'11 di Mister Boscaglia, indossa la fascia di capitano fino al rientro definitivo di Andrea Caracciolo. Il 1º dicembre 2015 rinnova con il Brescia fino al 2018. Il 17 gennaio 2016 in occasione della prima giornata di ritorno contro il Cesena, segna il suo primo gol in Serie B aiutando la squadra a vincere 2-1 in rimonta.

#### Hellas Verona e Cremonese
L'11 agosto 2016 passa al Verona dove firma un contratto triennale. Il 20 settembre 2017 esordisce in Serie A nella partita interna giocata contro la Sampdoria, terminata sul punteggio di 0-0. Il 17 dicembre 2017, con uno stacco imperioso sugli sviluppi di un corner, segna il gol d'apertura nel 3-0 con cui il Verona batte meritatamente il Milan, mettendo così a segno il suo primo gol assoluto nella massima serie calcistica italiana.
Segna il suo secondo goal (decisivo) il 10 marzo 2018 sancendo così una vittoria importantissima per la sua squadra nel Derby della Scala segnando il gol del decisivo 1-0.
Il 16 gennaio 2019 viene ingaggiato in prestito con diritto di riscatto dalla Cremonese, facendo ritorno nella società grigio-rossa dopo quattro anni e mezzo.

#### Pisa
Il 27 gennaio 2020 viene ceduto in prestito al Pisa.

## Statistiche

### Presenze e reti nei club
Statistiche aggiornate al 13 maggio 2025.
| Stagione             | Squadra              | Campionato           | Campionato | Campionato | Coppe nazionali | Coppe nazionali | Coppe nazionali | Coppe continentali | Coppe continentali | Coppe continentali | Altre coppe | Altre coppe | Altre coppe | Totale | Totale |
| Stagione             | Squadra              | Comp                 | Pres       | Reti       | Comp            | Pres            | Reti            | Comp               | Pres               | Reti               | Comp        | Pres        | Reti        | Pres   | Reti   |
| -------------------- | -------------------- | -------------------- | ---------- | ---------- | --------------- | --------------- | --------------- | ------------------ | ------------------ | ------------------ | ----------- | ----------- | ----------- | ------ | ------ |
| 2007-2008            | Pavia                | C2                   | 2+1        | 0          | -               | -               | -               | -                  | -                  | -                  | -           | -           | -           | 3      | 0      |
| 2008-2009            | Pavia                | 2D                   | 5          | 1          | -               | -               | -               | -                  | -                  | -                  | -           | -           | -           | 5      | 1      |
| 2009-gen. 2010       | Pavia                | 2D                   | 7          | 0          | -               | -               | -               | -                  | -                  | -                  | -           | -           | -           | 7      | 0      |
| Totale Pavia         | Totale Pavia         | Totale Pavia         | 14+1       | 1          |                 | -               | -               |                    | -                  | -                  | -           | -           | -           | 15     | 1      |
| gen.-giu. 2010       | Bari                 | A                    | 0          | 0          | CI              | 0               | 0               | -                  | -                  | -                  | -           | -           | -           | 0      | 0      |
| 2010-2011            | Gubbio               | 1D                   | 28         | 1          | CI              | 2               | 0               | -                  | -                  | -                  | SdL-1D      | 1           | 0           | 31     | 1      |
| 2011-2012            | Gubbio               | B                    | 31         | 0          | CI              | 2               | 0               | -                  | -                  | -                  | -           | -           | -           | 33     | 0      |
| Totale Gubbio        | Totale Gubbio        | Totale Gubbio        | 59         | 1          |                 | 4               | 0               |                    | -                  | -                  |             | 1           | 0           | 64     | 1      |
| 2012-2013            | Brescia              | B                    | 19         | 0          | CI              | 1               | 0               | -                  | -                  | -                  | -           | -           | -           | 20     | 0      |
| 2013-2014            | Cremonese            | 1D                   | 24+2       | 3          | CI+CI-LP        | 2+2             | 0               | -                  | -                  | -                  | -           | -           | -           | 30     | 3      |
| 2014-2015            | Brescia              | B                    | 33         | 0          | CI              | 1               | 0               | -                  | -                  | -                  | -           | -           | -           | 34     | 0      |
| 2015-2016            | Brescia              | B                    | 40         | 2          | CI              | 2               | 0               | -                  | -                  | -                  | -           | -           | -           | 42     | 2      |
| ago. 2016            | Brescia              | B                    | 0          | 0          | CI              | 1               | 0               | -                  | -                  | -                  | -           | -           | -           | 1      | 0      |
| Totale Brescia       | Totale Brescia       | Totale Brescia       | 92         | 2          |                 | 5               | 0               |                    | -                  | -                  | -           | -           | -           | 97     | 2      |
| ago. 2016-2017       | Verona               | B                    | 33         | 0          | CI              | 1               | 0               | -                  | -                  | -                  | -           | -           | -           | 34     | 0      |
| 2017-2018            | Verona               | A                    | 33         | 2          | CI              | 0               | 0               | -                  | -                  | -                  | -           | -           | -           | 33     | 2      |
| 2018-gen. 2019       | Verona               | B                    | 14         | 2          | CI              | 1               | 1               | -                  | -                  | -                  | -           | -           | -           | 15     | 3      |
| Totale Hellas Verona | Totale Hellas Verona | Totale Hellas Verona | 80         | 4          |                 | 2               | 1               |                    | -                  | -                  |             | -           | -           | 82     | 5      |
| gen.-giu. 2019       | Cremonese            | B                    | 14         | 0          | CI              | 0               | 0               | -                  | -                  | -                  | -           | -           | -           | 14     | 0      |
| 2019- gen. 2020      | Cremonese            | B                    | 15         | 0          | CI              | 3               | 0               | -                  | -                  | -                  | -           | -           | -           | 18     | 0      |
| Totale Cremonese     | Totale Cremonese     | Totale Cremonese     | 53+2       | 3          |                 | 7               | 0               |                    | -                  | -                  |             | -           | -           | 62     | 3      |
| gen.-giu. 2020       | Pisa                 | B                    | 15         | 0          | CI              | 0               | 0               |                    | -                  | -                  |             | -           | -           | 15     | 0      |
| 2020-2021            | Pisa                 | B                    | 33         | 2          | CI              | 0               | 0               |                    | -                  | -                  |             | -           | -           | 33     | 2      |
| 2021-2022            | Pisa                 | B                    | 36         | 2          | CI              | 1               | 0               |                    | -                  | -                  |             | -           | -           | 37     | 2      |
| 2022-2023            | Pisa                 | B                    | 11         | 0          | CI              | 0               | 0               | -                  | -                  | -                  | -           | -           | -           | 11     | 0      |
| 2023-2024            | Pisa                 | B                    | 24         | 2          | CI              | 0               | 0               | -                  | -                  | -                  | -           | -           | -           | 24     | 2      |
| 2024-2025            | Pisa                 | B                    | 35         | 2          | CI              | 1               | 0               | -                  | -                  | -                  | -           | -           | -           | 36     | 2      |
| Totale Pisa          | Totale Pisa          | Totale Pisa          | 154        | 8          |                 | 2               | 0               |                    | -                  | -                  |             | -           | -           | 156    | 8      |
| Totale carriera      | Totale carriera      | Totale carriera      | 452+3      | 19         |                 | 20              | 1               |                    | -                  | -                  |             | 1           | 0           | 476    | 20     |

## Palmarès

### Club

#### Competizioni nazionali
- Lega Pro Prima Divisione: 1

Gubbio: 2010-2011